# Kasachische Eishockeymeisterschaft 2003/04
Die Saison 2003/04 war die zwölfte Spielzeit der kasachischen Eishockeyprofiliga. Es nahmen sechs Vereine, die insgesamt sieben Mannschaften stellten, am Wettbewerb teil. Den Titel des Kasachischen Meisters sicherte sich zum insgesamt elften Mal Kaszink-Torpedo Ust-Kamenogorsk. Ust-Kamenogorsk gewann damit zum fünften Mal in Folge den Meistertitel. Parallel wurde zum dritten Mal der Kasachische Eishockeypokal ausgetragen, den ebenfalls Ust-Kamenogorsk gewann und damit das dritte Double in Folge perfekt machte.

## Modus
Die sieben Teilnehmer spielten in einer Vierfachrunde, so dass jede Mannschaft auf die Anzahl von 24 Spielen kam. Die Mannschaft mit den meisten Punkten sicherte sich am Ende die Meisterschaft.
Für einen Sieg in der regulären Spielzeit von 60 Minuten erhielt eine Mannschaft zwei Punkte, der unterlegene Gegner ging leer aus. Bei einem Unentschieden erhielt jede Mannschaft einen Punkt.

## Abschlusstabelle
Nach Ablauf der 24 Runden sicherte sich Kaszink-Torpedo Ust-Kamenogorsk souverän den Meistertitel. Die Mannschaft gewann 22 ihrer 24 Partien und verteidigte damit den Titel. Der letztjährige Vizemeister Kasachmys Karaganda musste den zweiten Rang an Gornjak Rudny abtreten. Rudny wurde damit zum ersten Mal Vizemeister. Die Junioren des Meisters, die unter dem Namen Ustinka Ust-Kamenogorsk spielten, wurde mit einem Punkt abgeschlagen Tabellenletzter.
Kaszink-Torpedo Ust-Kamenogorsk und Kasachmys Karaganda spielten im Saisonverlauf parallel in der zweitklassigen russischen Wysschaja Liga. Die zweiten Mannschaften Ust-Kamenogorsks und Karagandas liefen in der drittklassigen russischen Perwaja Liga auf. Darüber hinaus nahmen mit Kaszink-Torpedo Ust-Kamenogorsk und Kasachmys Karaganda erstmals zwei kasachische Teams am IIHF Continental Cup in der Saison 2003/04 teil. Während Karaganda in der ersten Runde scheiterte, war Ust-Kamenogorsk bereits für die zweite Runde gesetzt und erreichte erstmals die Vorschlussrunde.
Abkürzungen: Sp = Spiele, S = Siege, U = Unentschieden, N = Niederlagen, Pkt = Punkte
|                                 | Sp | S  | U | N  | Tore    | Pkt   |
| ------------------------------- | -- | -- | - | -- | ------- | ----- |
| Kaszink-Torpedo Ust-Kamenogorsk | 24 | 22 | 1 | 1  | 226:032 | 45:03 |
| Gornjak Rudny                   | 24 | 18 | 1 | 5  | 152:059 | 37:11 |
| Kasachmys Karaganda             | 24 | 17 | 2 | 5  | 163:047 | 36:12 |
| Jenbek Almaty                   | 24 | 11 | 2 | 11 | 131:086 | 24:24 |
| Barys Astana                    | 24 | 6  | 1 | 17 | 081:171 | 13:35 |
| HK ZSKA Temirtau                | 24 | 6  | 0 | 18 | 066:198 | 12:36 |
| Ustinka Ust-Kamenogorsk         | 24 | 0  | 1 | 23 | 039:262 | 01:47 |

## Auszeichnungen
| Auszeichnung                             | Spieler         | Team                            |
| ---------------------------------------- | --------------- | ------------------------------- |
| Wertvollster Spieler (Journalisten-Wahl) | Anatoli Filatow | Salawat Julajew Ufa (Superliga) |